# Варда, Башар
Башар Варда CSsR(15.06.1969 г., Багдад, Ирак) — архиепископ Эрбиля Халдейской католической церкви с 25 мая 2009 года, член монашеского ордена редемптористов.

## Биография
Башар Варда родился 15 июня 1969 года в городе Багдад, Ирак. 8 мая 1993 года был рукоположён в священника. 24 августа 1997 года вступил в монашеский орден редемптористов. 15 сентября 2001 года принял монашеские обеты.
25 мая 2009 года Святейший Синод Халдейской католической церкви выбрал Башара Варду архиепископом Эрбиля. 24 мая 2010 года Римский папа Бенедикт XVI утвердил решение Святейшего Синода. 3 июля 2010 года Башар Варда был рукоположён в епископа.

## Галерея

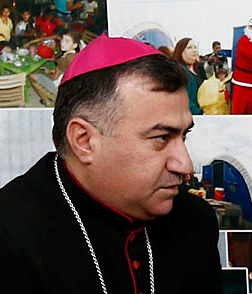
Епископ Варда в 2015
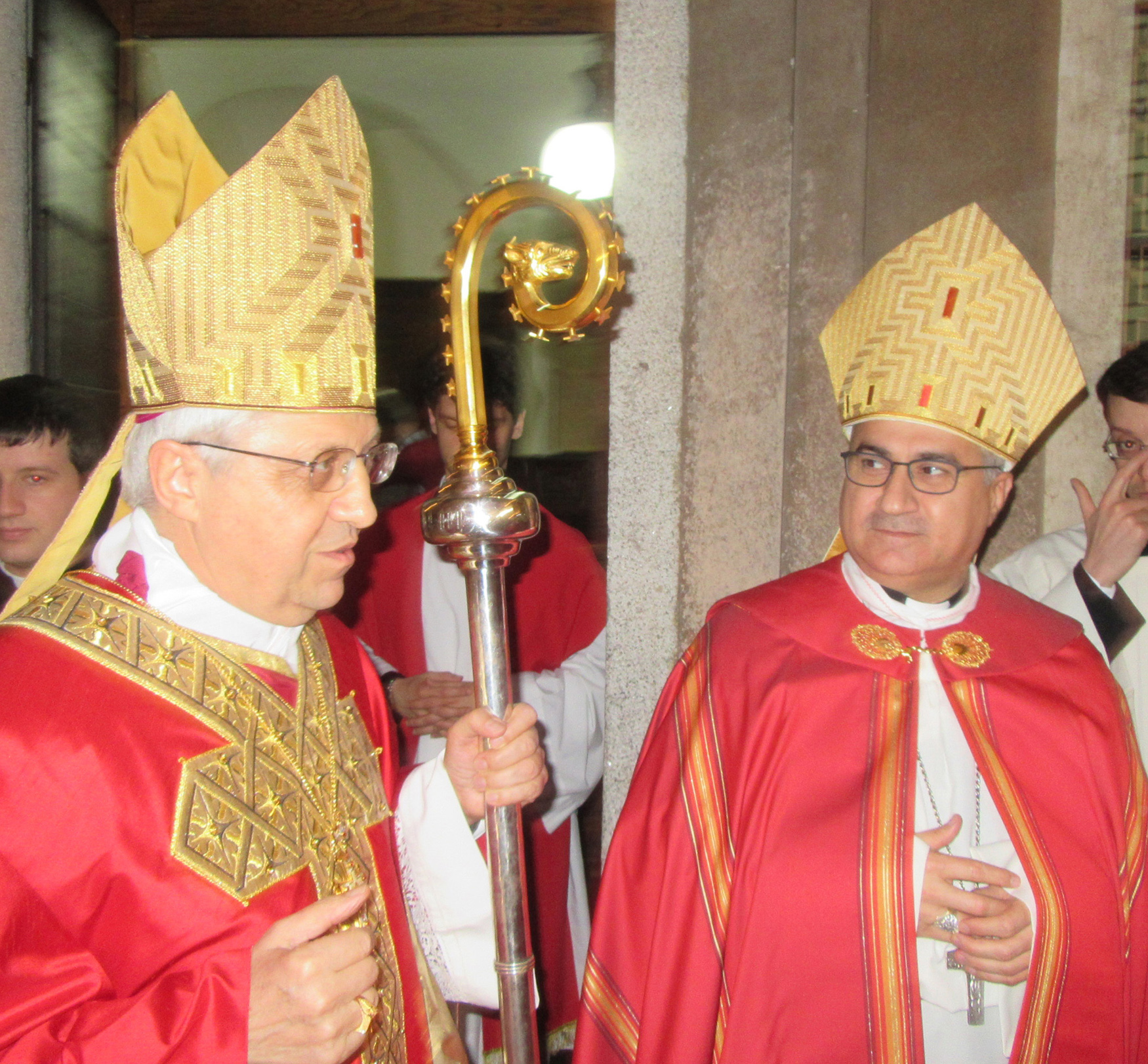
Епископ Маурицио Мальвестити  (слева) с епископом Варда (справа) во время Пятидесятницы всенощной в соборе Лоди, 14 мая 2016
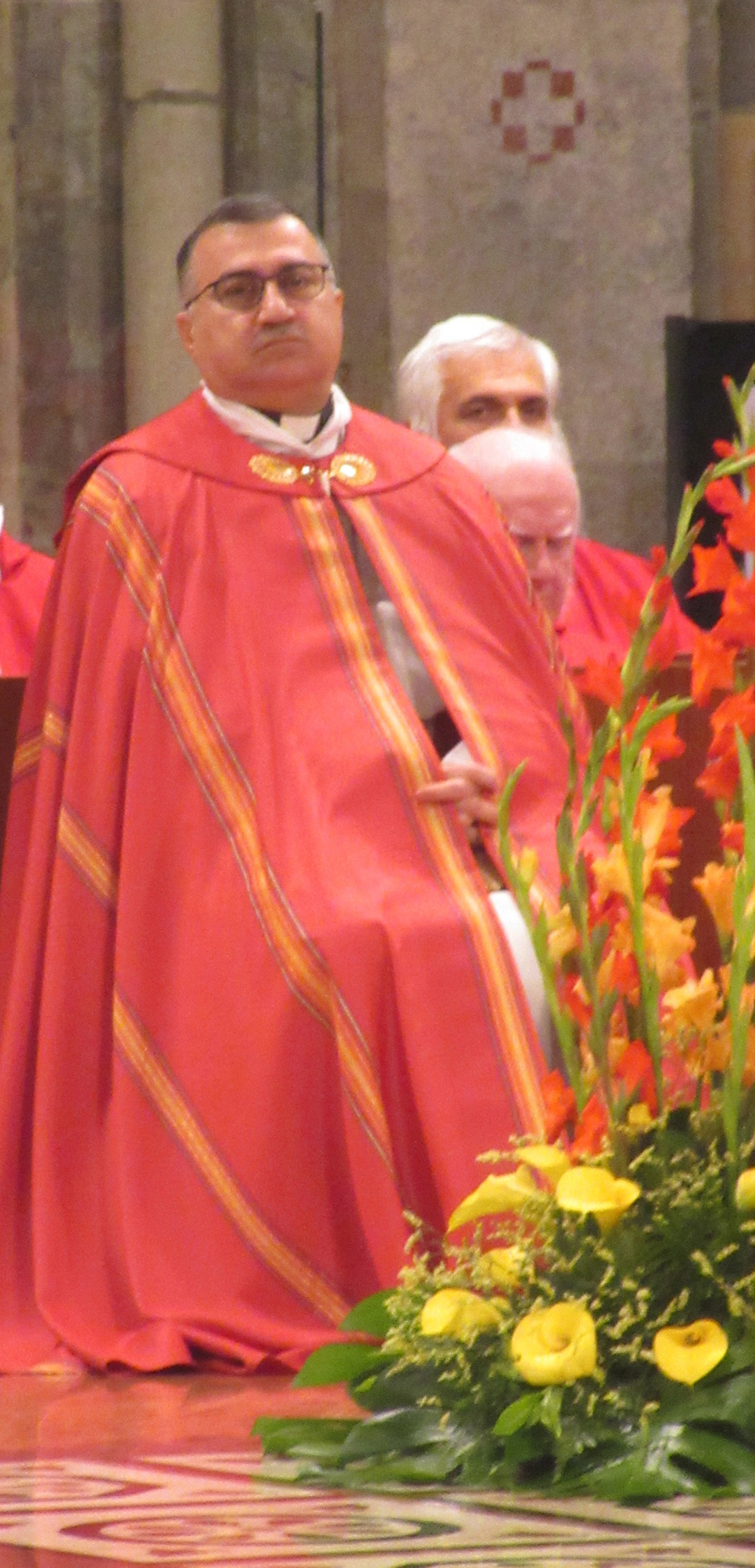
Епископ Варда во время Пятидесятницы всенощной в соборе Лоди, 14 мая 2016